# Carrer de Sant Llorenç (Girona)
El Carrer de Sant Llorenç és un carrer del municipi de Girona. Forma part de l'Inventari del Patrimoni Arquitectònic de Catalunya en el seu conjunt.

## Descripció
És un carreró de traça sinuosa i estreta, d'origen jueu, que guanya un fort desnivell entre els carrers de la Força i Dr. Oliva i Prat. Les façanes, pujant des de la Força, són el pont de connexió en el primer tram, i amb un pati am mig (són dos ponts). A partir d'ací i a la dreta hi ha la casa núm. 12 (actual entre Isaac el Cec), de força alçada i que, juntament amb l'altre costat, fan el carrer fosc i ombrívol. Aquest costat clou amb la casa Colls-Labayen. El costat esquerre és la tanca alta de la Pabordia. És important per esser el centre del Call Jueu de Girona. La núm. 12 podria ser una de les sinagogues. El carreró estava tancat fins a finals dels anys 70.

## Història
Vers el segle x, una colònia de jueus s'instal·là a Girona (24 famílies mercès al comte Dela). Del 1160 són les primeres notícies sobre el Call. Al segle xiii (Primera meitat), la Càbala assoleix la màxima esplendor. El 1276 els clergues de Girona van contra els jueus. El 1278 es mig destrossa el Call des del Campanar de la Seu. El 1330 els Jurats de Girona protegeixen els jueus. El 1391 hi ha la matança dels jueus. El 1414 hi ha pobresa generalitzada al Call. El 1415 es clausura la sinagoga, que es reobre l'any 1416. El 1432 es demana que es tanqui el Call i el 1442 es prohibeix que les cases jueves s'obrin a carrers cristians. El 1449 es torna a obrir el call i, finalment, l'any 1492 s'expulsen els jueus.